# Ирландская палата общин
Ирла́ндская пала́та о́бщин (англ. Irish House of Commons) — нижняя палата парламента Ирландии, существовавшая со времён средневековья до конца 1800 года. Члены Палаты общин избирались прямым голосованием по системе относительного большинства с одним победителем с весьма ограниченным избирательным правом, подобно нереформированной Палате общин Великобритании. Католики были лишены права заседать в ирландском парламенте с 1691 года, хотя составляли подавляющее большинство ирландского населения.
Ирландская исполнительная власть, известная как администрация Дублинского замка, под руководством лорда-лейтенанта Ирландии, была подотчётна не ирландской Палате общин, а британскому правительству. Однако главный секретарь Ирландии обычно был членом ирландского парламента. В палате общин делами руководил спикер.
С 1 января 1801 года Ирландская палата общин прекратила своё существование и ей на смену пришла Палата общин Соединённого Королевства.

## История

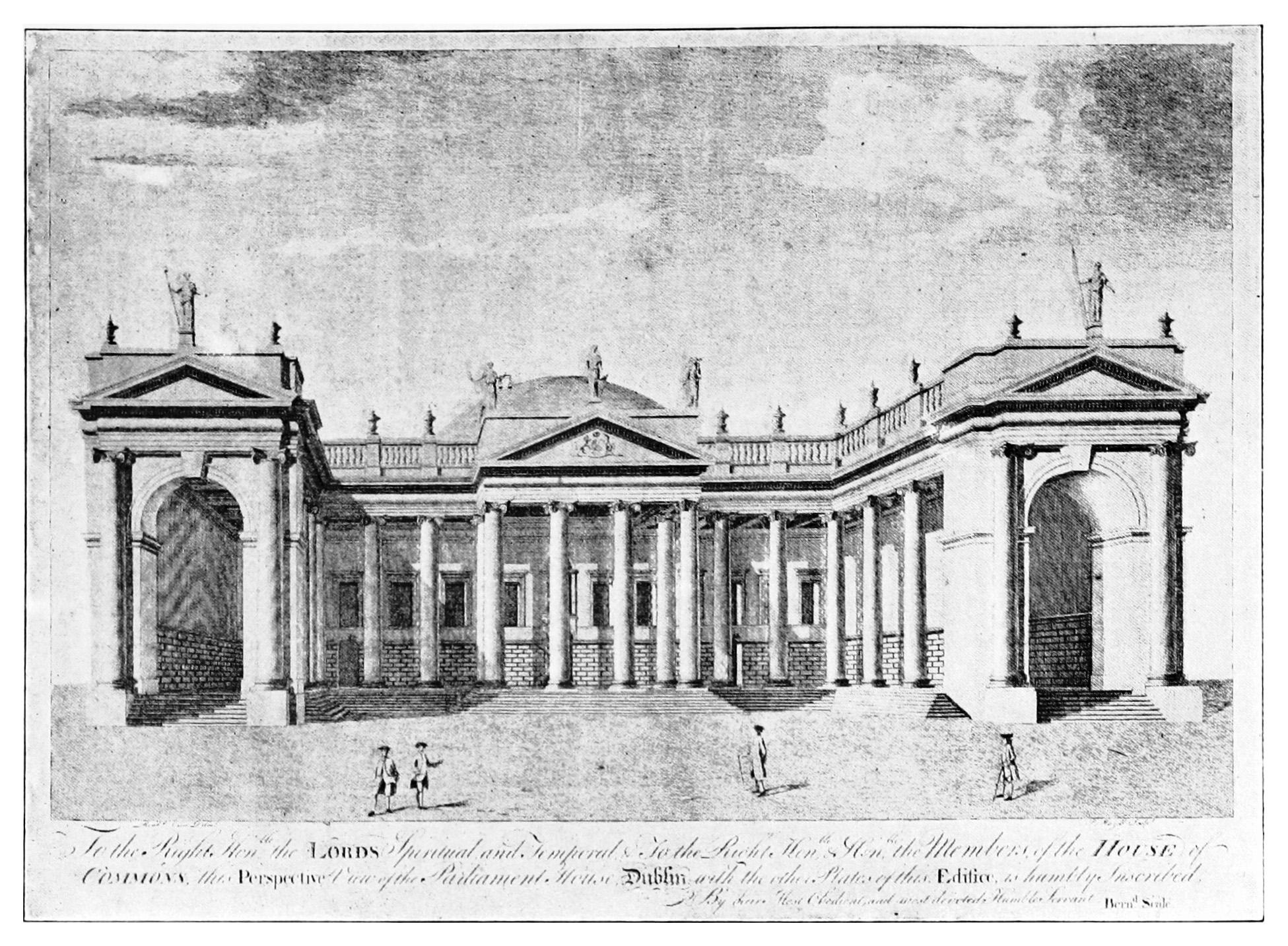
Рисунок фасада здания ирландского парламента с куполом, вид с улицы, XVIII век.

Палата общин собиралась в разных местах Ленстера и Манстера, но с XV века всегда в Дублине: в соборе Крайст-Черч (XV век), Дублинском замке (до 1649 года), Чичестер-хаусе (1661–1727 годах), Школе синих мундиров (1729–1731 годах), и, наконец, в специально построенном здании парламента на Колледж-грин.
Основная цель парламента заключалась в утверждении налогов, которые затем взимались администрацией Дублинского замка и для неё. В число избирателей входили те, кто платил основную часть налогов, а именно духовенство, купцы и землевладельцы. Первоначально в палате общин были представлены только «англичане Ирландии», но с момента создания Королевства Ирландия в 1542 году права избираться получили гэльские и норманнские аристократы, подчинившиеся политике «сдачи и возврата».
Согласно Акту Пойнингса 1494 года, решения ирландского парламента должны были быть одобрены и могли быть изменены Тайным советом Ирландии и Тайным советом Англии; таким образом, основные дебаты формально велись по «главам законопроектов». После одобрения парламент Ирландии голосовал за официально доработанный «законопроект» (который можно было только отклонить или принять без поправок). Подобный порядок был отменён в 1782 году («Акт о разрыве») и Конституция 1782 года позволила ирландскому парламенту инициировать законодательство.
Парламент поддержал ирландскую Реформацию и католики были исключены из парламента карательными законами. Католики вновь получили избирательные права в соответствии с Законом о помощи римско-католической церкви 1793 года.
Ирландская палата общин была упразднена в соответствии с Актом об Унии 1800 года, который закрепил союз Королевства Великобритания и Королевства Ирландия; в результате чего было образовано Соединённое королевство Великобритании и Ирландии, вступившим в силу с 1 января 1801 года. Ирландская палата общин заседала в последний раз в здании парламента в Дублине 2 августа 1800 года. Сто её членов из 300 были назначены или кооптированы для работы в Палате общин Великобритании, преобразованной в Палату общин Соединённого Королевства. Покровителям так называемых «гнилых местечек», таких как Трим (графство Мит), лишённых представительства в парламенте в соответствии с Актом об Унии, была выплачена компенсация в размере 15 000 фунтов стерлингов каждому. Так, в графстве Мит вместо 7 округов был создан один, объединивший всё графство.

## Избирательная система
Члены палаты избирались по системе относительного большинства с одним победителем с ограниченным избирательным правом. Большая часть населения не имела права голоса. Так, женщины не участвовали в выборах. С 1728 по 1793 год католики были как права заседать в палате общин, так и права голосовать. В графствах избирательные права были предоставлены фригольдерам с доходом в сорок шиллингов, в то время как в большинстве боро право голосовать имели либо только члены самоизбирающихся корпораций, либо весьма ограниченный круг фрименов. Подавляющее большинство парламентских округов были так называемыми «карманными городками» (pocket boroughs) и находились в частной собственности аристократов, так называемых «покровителей».
Изначально избирательных округов было немного, так в 1603 году существовало всего 55 округов, но при Стюартах количество округов удвоилось, а ко времени создания Унии существовало 150 избирательных округов, каждый из которых избирал двух членов Палаты общин:
- 32 графства;
- 8 графских боро[англ.];
- 109 боро;
- Дублинский университет.

До 1793 года члены палаты не могли отказаться от своих мест. Выйти из состава Палаты можно было одним из четырёх способов (не считая смерти): изгнание, принятие духовного сана или присвоение звания пэра и, следовательно, место в Палате лордов Ирландии, отказ от участия в выборах. В 1793 году было придуман способ досрочной отставки, эквивалентных способу выхода из британской Палаты общин. С этой даты члены Ирландской палаты общин могли быть назначены на должность местного официального чиновника (escheators) Манстера, Ленстера, Коннахта или Ольстера. Владение одной из этих должностей Короны с зарплатой в 30 шиллингов приводило к прекращению членства в Палате общин.

## Функции
В XVI—XVII веках заседания обычно проводились в Дублинском замке, вплоть до открытия здания ирландского парламента в 1730-х годах.

## Известные члены

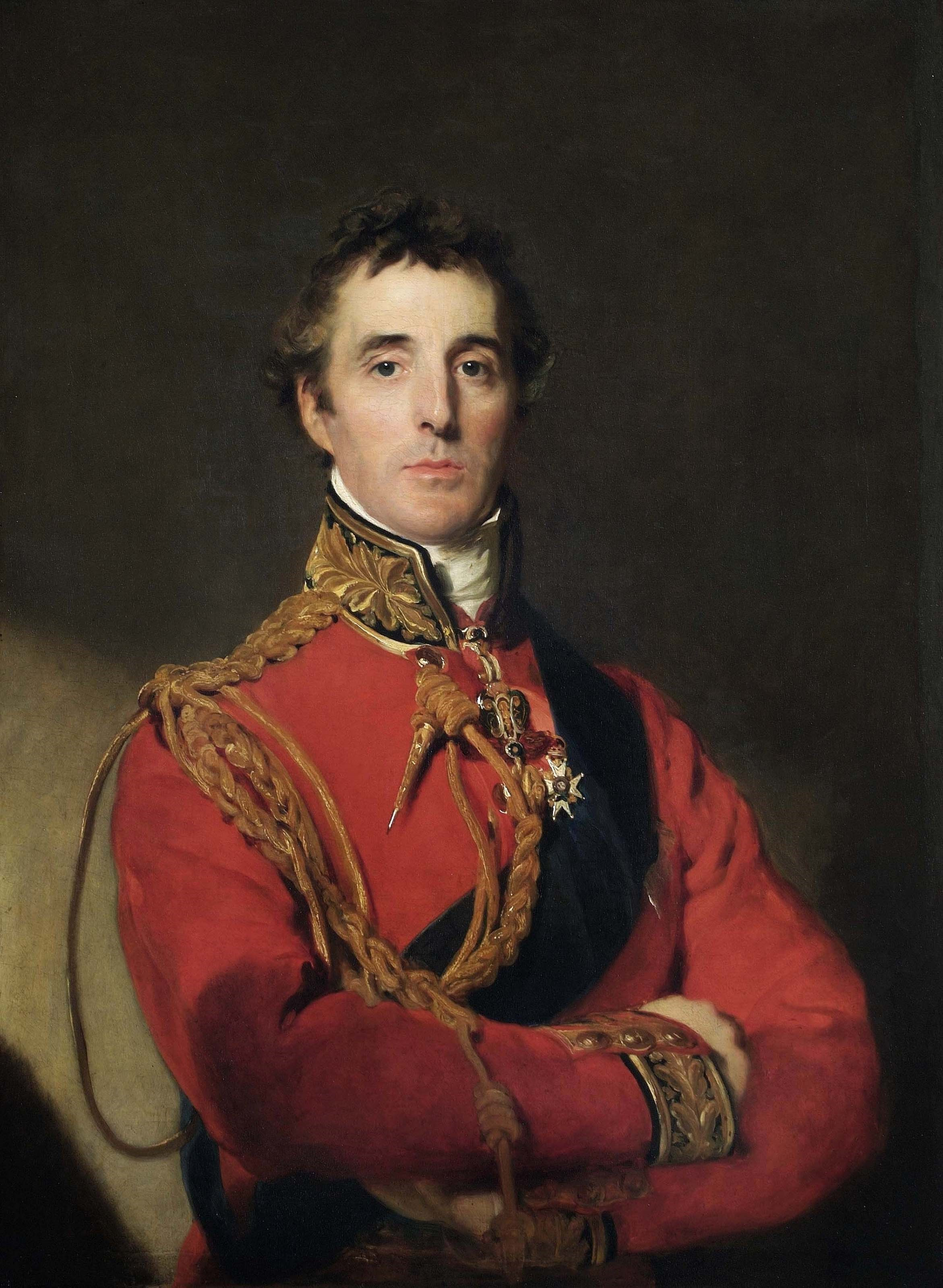
Самый известный член Ирландской палаты общин — Артур Уэлсли, 1-й герцог Веллингтон.

- Артур Уэлсли, 1-й герцог Веллингтон (1769—1852) — британский полководец и государственный деятель, фельдмаршал, участник Наполеоновских войн, победитель Наполеона при Ватерлоо. Премьер-министр Великобритании в 1828—1830 годах и в 1834 году. Представлял в Ирландской палате общин округ Трим (графство Мит) с 1790 по 1798 год.
- Генри Граттан (1746—1820) — юрист и политик, член Ирландской палаты общин с 1775 по 1801 год и член Палаты общин Соединенного Королевства с 1805 по 1820 год.
- Бойл Рош[англ.] (1736—1807) — политик, член Ирландской палаты общин с 1775 по 1801 год, «отец» ирландских быков[англ.][6].
- Уильям Конолли[англ.] (1662—1729) — юрист и землелваделец, бывший спикер, был известен не только своей ролью в парламенте, но и своим огромным богатством, которое позволило ему построить один из величайших георгианских домов Ирландии, Каслтаун-хаус[англ.].
- Натаниэль Клементс[англ.] (1705–1777) — политик и финансист, игравший важную роль в политической и финансовой жизни Ирландии в XVIIII века, чиновник правительства и казначейства, де-факто министр финансов 1740—1777 годах. Будучи не только крупным владелцем недвижимости, но и застройщиком, оказал большое влияние на архитектуру георгианского Дублина и ирландского палладианского загородного дома.
- Джон Филпот Карран[англ.] — юрист и политик, был известен как активный защитник прав католиков, оратор и остроумец, считается автором цитаты: «Вечная бдительность — цена свободы»[7][8].

## Спикеры
Спикер Ирландской палаты общин Ирландии председательствовал на заседаниях Палаты и был её самым высокопоставленным должностным лицом. Спикер обладал значительной властью и обладатель этой должности пользовался высоким престижем как первый джентльмен Ирландии<. Учитывая, что в Ирландии не было правительства, избранного из числа членов Палаты общин и подотчётного ей, спикер был доминирующей политической фигурой в парламенте. 
Спикеры избирались в первый день сессии нового парламента, если только действующий спикер не подал в отставку со своего поста. До правления королевы Анны выборы спикера были безальтернативными. Однако нарастающие политические разногласия между фракциями вигов и тори привели к тому, что в 1713 году Алан Бродрик, избираясь на второй срок, был вынужден вести борьбу с соперником. В дальнейшем альтернативные выборы прошли в 1771, 1776 и 1790 годах.
С 1771 года спикер имел значительную степень независимости от лорда-лейтенанта Ирландии, который регулярно консультировался со спикером по делам исполнительной власти. Спикеры должны были обладать значительным богатством, чтобы выполнять свои обычные функции источника покровительства в Ирландии, и ожидалось, что спикер будет принимать всех членов парламента несколько раз в год. Спикер имел решающий голос, когда Палата представителей разделилась как primus inter pares.
Последним спикером был Джон Фостер, ярый противник Унии во время своего правления.

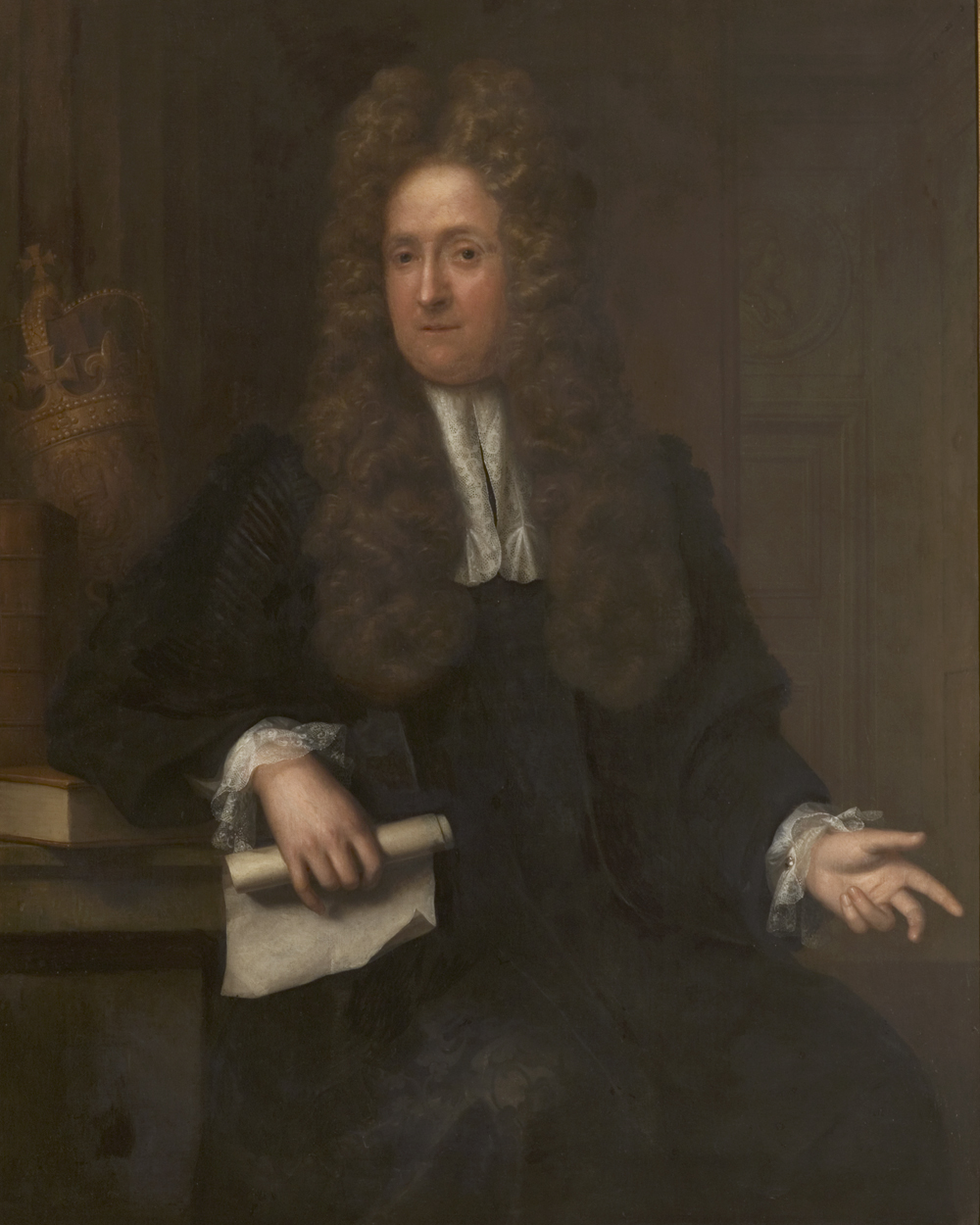
Бродрик, Алан, 1-й виконт Мидлтон, спикер в 1703—1710 и 1713—1714 годах.
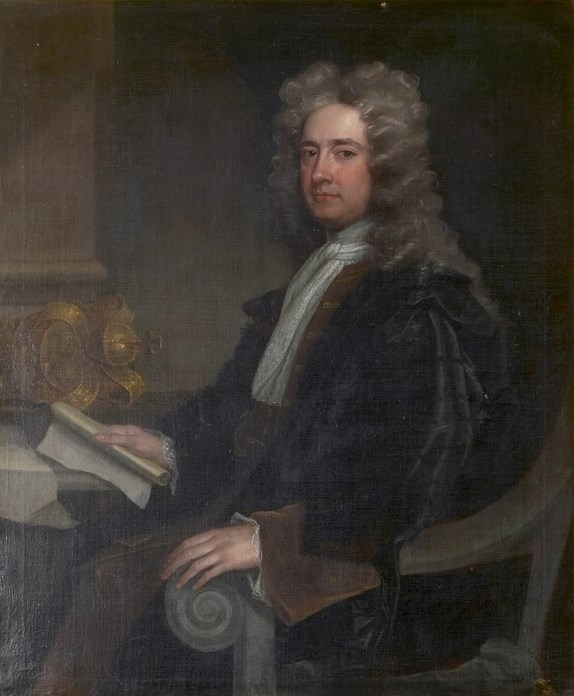
Уильям Конолли[англ.], спикер в 1715—1729 годах.
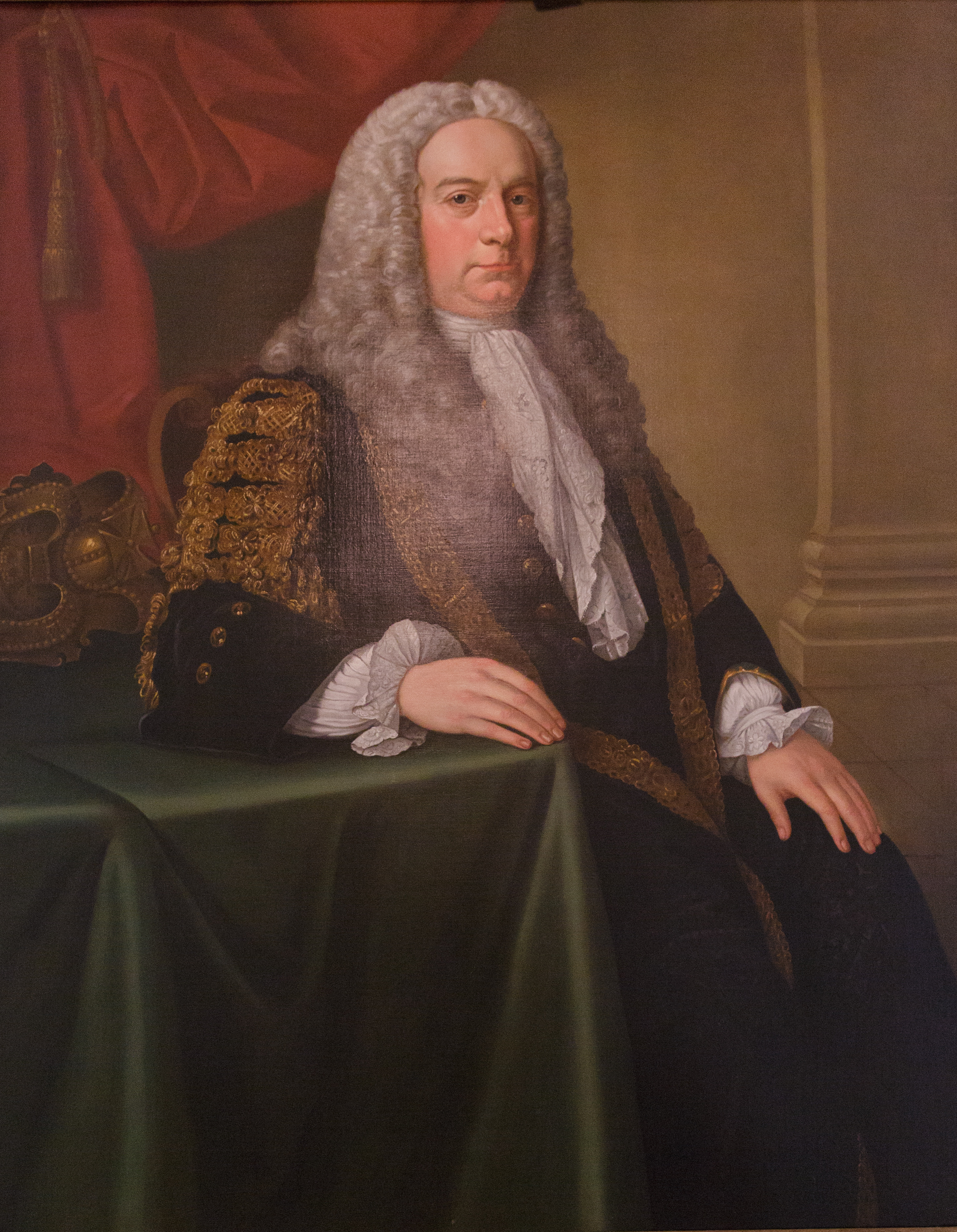
Генри Бойл, 1-й граф Шеннон спикер в 1733—1756 годах.
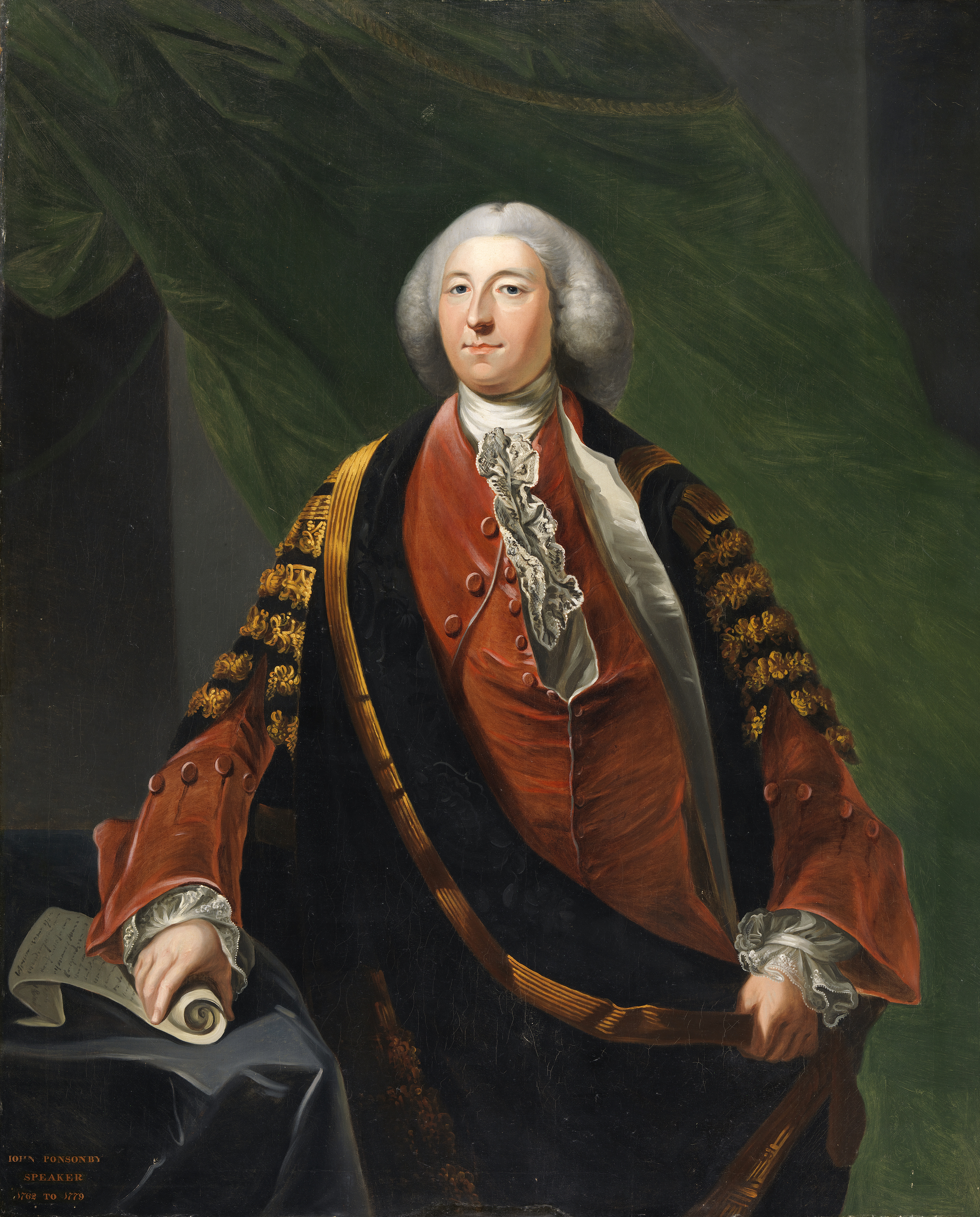
Джон Понсонби[англ.], спикер в 1756—1771 годах.
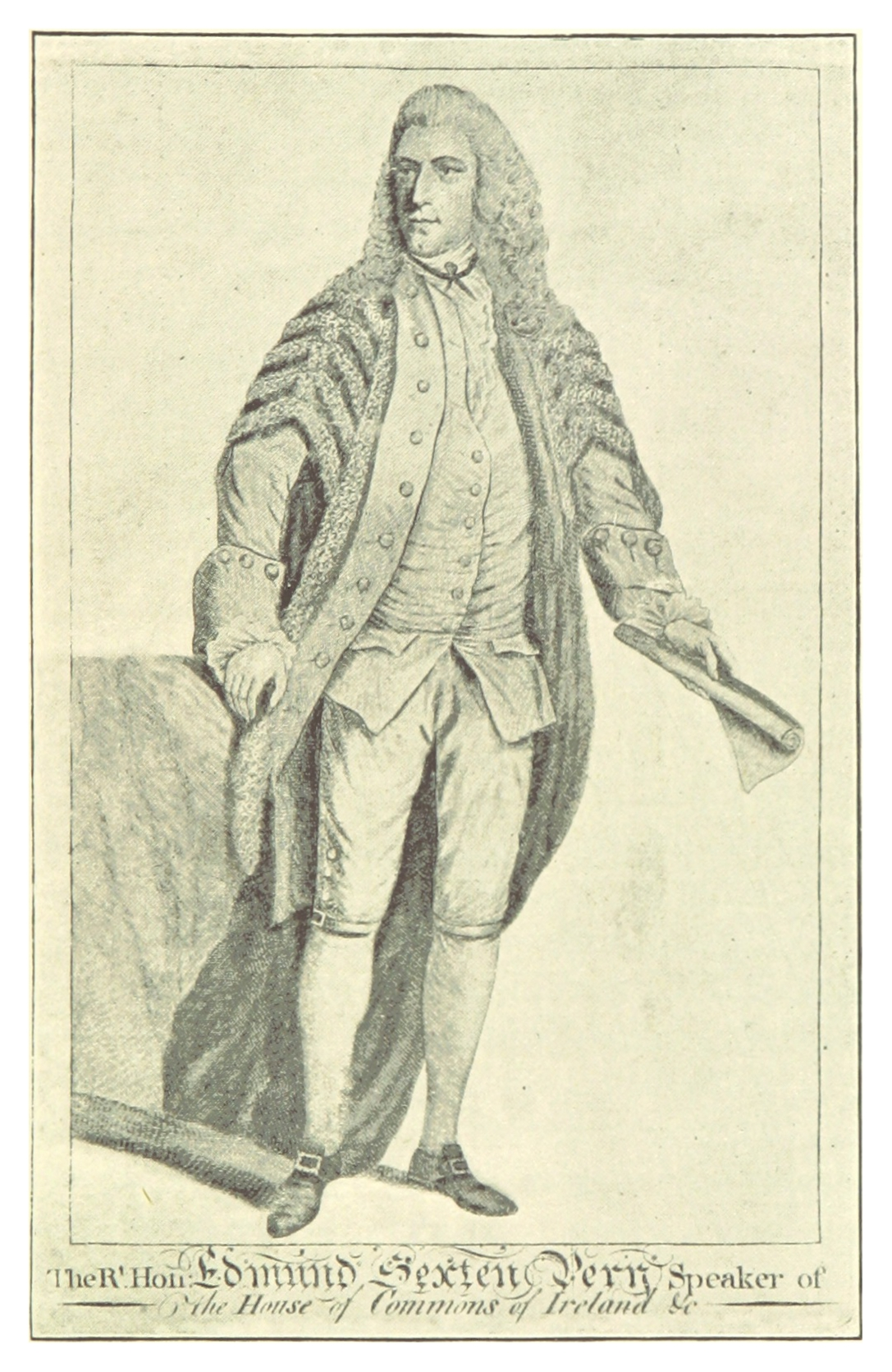
Виконт Эдмунд Пери[англ.], спикер в 1771—1785 годах.
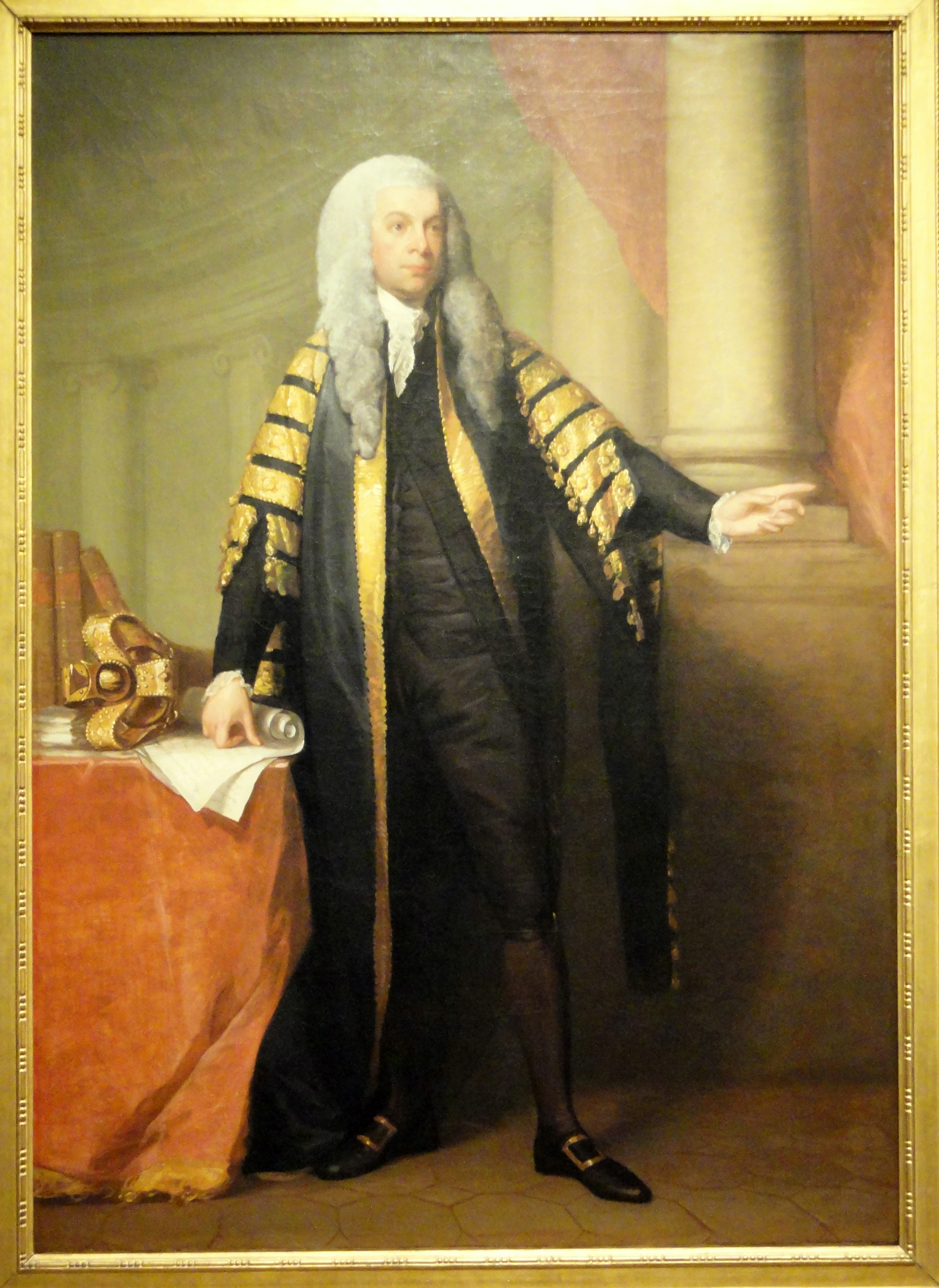
Джон Фостер, 1-й барон Ориел[англ.], последний спикер в 1785—1800 годах.